# Blåst klaff
Blåsta klaffar är en typ av klaffar som används för att ge flygplansvingar mer lyftkraft. Högre lyftkraft innebär att flygplanet kan flyga långsammare utan att överstegra, vilket i sin tur minskar start- och landningssträckan. Traditionella blåsta klaffar används sällan idag, då de är underhållskrävande.

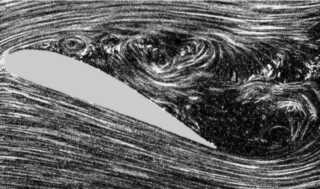
Turbulens ovanför en vinge till följd av hög anfallsvinkel och de fenomen som det ger upphov till.

## Bakgrund
Under 1950- och 1960-talen utvecklades en ny generation jaktplan anpassade för hög hastighet. För att nå de höga hastigheter som krävdes ökades vingbelastningen, i vissa fall upp till fyra gånger de värden som räknats som "höga" under andra världskriget. Effekten hos traditionella klaffar minskade kraftigt vid de här vingbelastningarna, då luftströmmen över vingen inte ville "följa med" vingprofilen om klaffens vinkel var för brant i förhållande till planets hastighet. När hastigheten på gränsskiktet närmar sig noll uppstår en turbulens som inte bidrar med lyft. Problemet kan lösas med avancerade flerstegsklaffar, men det är en avancerad och tung lösning som inte ansågs lämplig för dåtidens stridsflygplan.

## Funktionsprincip

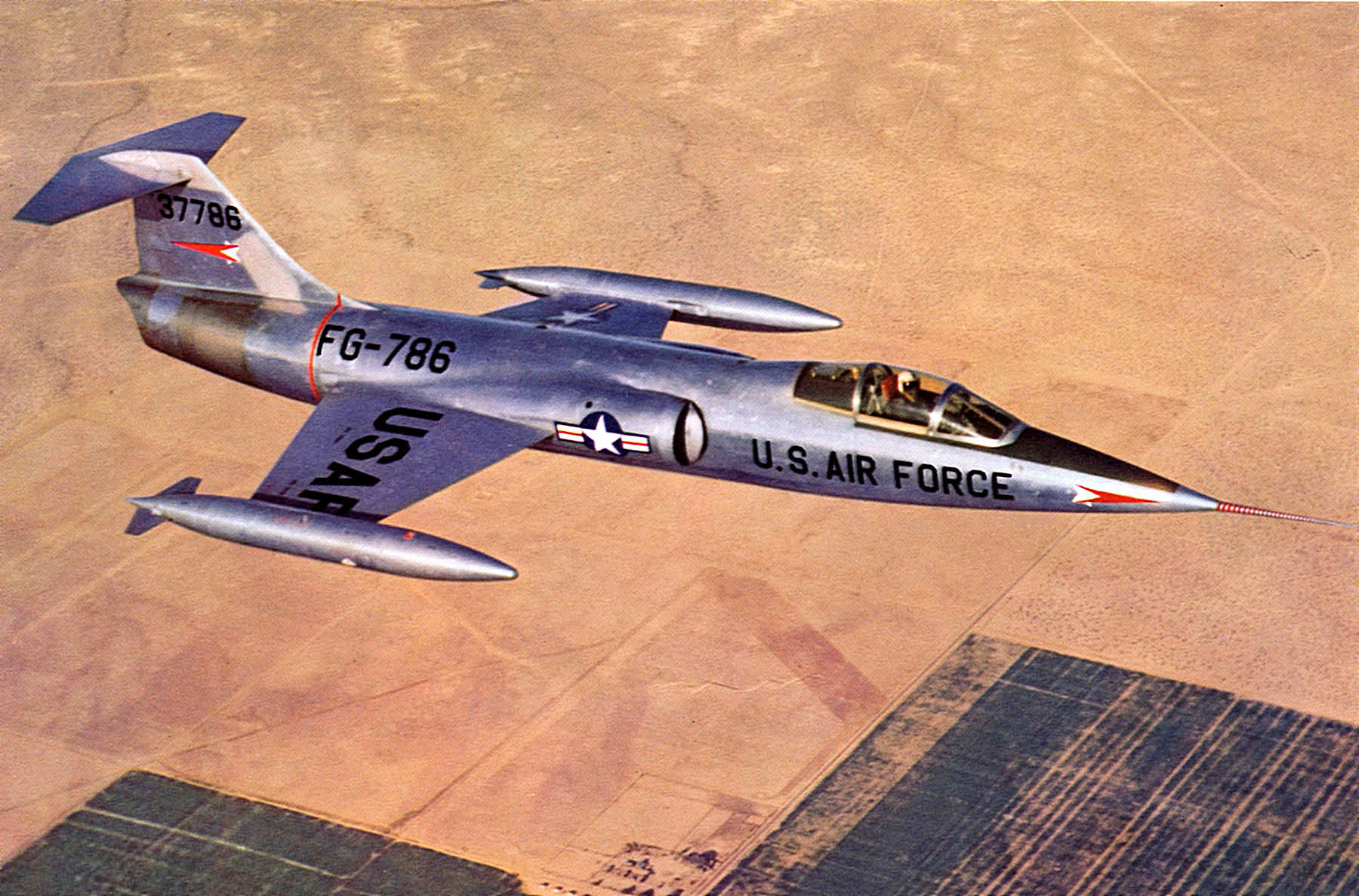
XF-104 prototypen visar upp sina små vingar, vilka var orsaken till den höga vingbelastningen.

Blåsta klaffar löser problemet genom att leda en del av den komprimerade tryckluften från planets jetmotor genom rörledningar i vingarna. Tryckluften leds sedan så att när klaffarna befinner sig i en viss vinkel släpps luften ut. På så sätt ökar gränsskiktets hastighet, vilket förhindrar att gränsskiktet separerar och bildar turbulens.
Experimentplanet Hunting H.126 som flög första gången i mars 1963 var en av de första framgångsrika användarna av blåsta klaffar. Planet lättade från marken vid endast 52 km/h, en hastighet som få flygplan kan mäta sig med än idag. Det första serietillverkade flygplanet som använde blåsta klaffar var Lockheed F-104 Starfighter, ett plan ökänt för sin höga vingbelastning. Ett flertal flygplan som användes från hangarfartyg utrustades också med blåsta klaffar, då en kort start- och landningssträcka är ett absolut krav vid operationer till sjöss. Bland dessa kan exempelvis brittiska Blackburn Buccaneer och amerikanska A-5 Vigilante märkas.

## Problem
Blåsta klaffar utnyttjar ett stort antal interna rörledningar, vilka gör att systemet är mycket underhållskrävande. Med början från 1970-talet visade erfarenheter från bland annat Vietnamkriget att manöverbarhet också var en viktig faktor vid designen av jaktplan. Detta, tillsammans med nya och mer effektiva vingprofiler och flygkroppsmodeller, ledde till en omprioritering vid designen av nästa generation av stridsflygplan, vilket minskade vingbelastningen.
Idag används traditionella blåsta klaffar nästan inte alls. Ett antal enklare system som använder motorernas avgaser för att öka klaffarnas lyftkraft finns, bland annat använder Airbus A380 ett system inspirerat av blåsta klaffar som inte inbegriper rörledningar i vingarna. Antonov An-72 använder motorer monterade ovanpå vingarna och Coandaeffekten för att öka lyftkraften.